# Stephan von Stengel

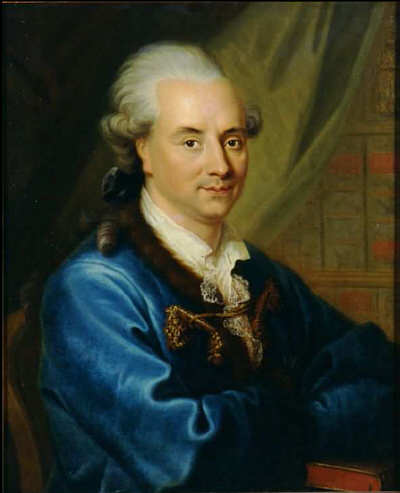
Stephan von Stengel, Porträt von Heinrich Carl Brandt (1724–1787)

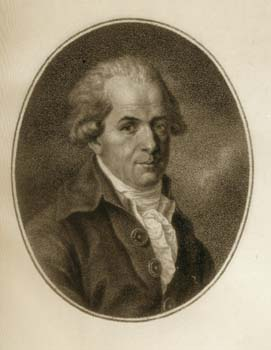
Stephan von Stengel, Lithografie

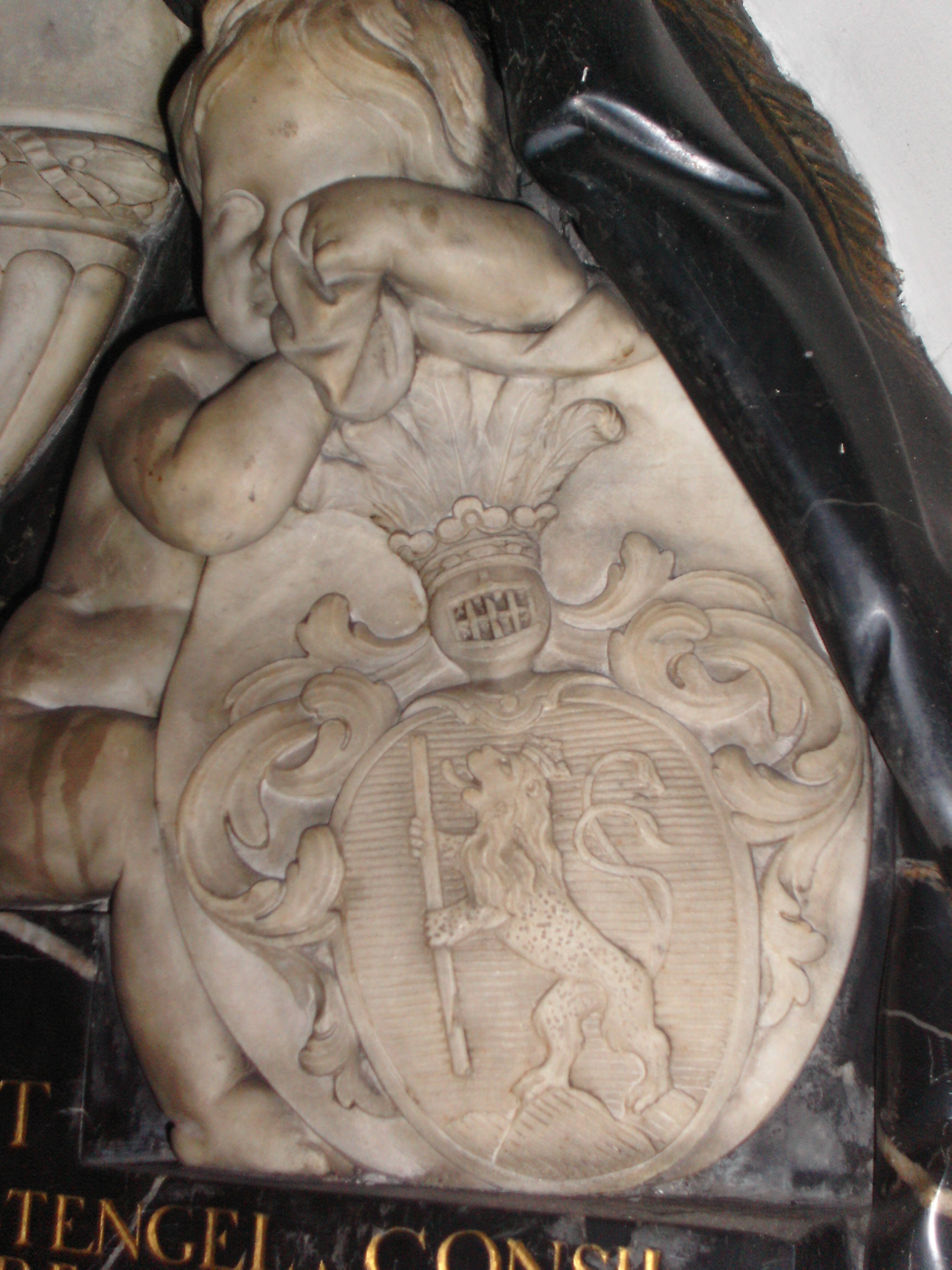
Stammwappen der Familie „von Stengel“ (Löwe mit Stab/Stengel); Detail vom Familien-Epitaph in der Kirche St. Sebastian (Mannheim)

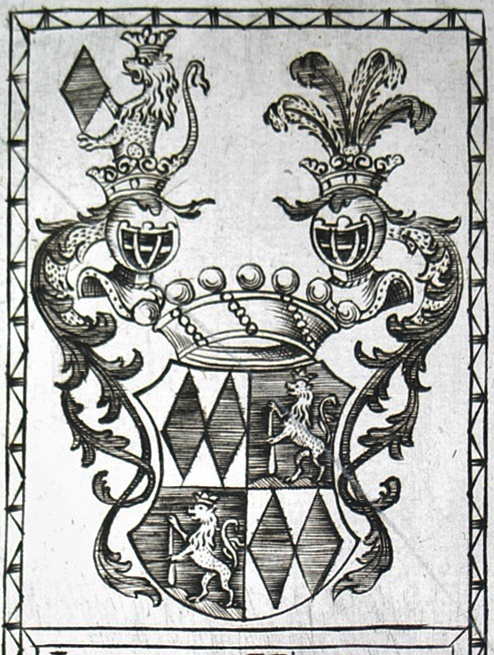
Das um die Wittelsbacher Rauten vermehrte Wappen der Familie

Stephan Christian von Stengel, ab 1788 Freiherr von Stengel, (* 6. Oktober 1750 in Mannheim; † 3. Oktober 1822 in Bamberg) war ein pfälzisch-bayerischer Aufklärer, liberaler Finanz- und Wirtschaftsfachmann im Dienst des Kurfürsten Karl Theodor von Pfalz-Bayern, Staatsrat und Generalkommissar der Landesdirektion Bamberg, Radierer und Zeichner sowie Mäzen und Kunstsammler.

## Leben
Stengel war der Sohn des pfälzischen Kanzleidirektors und Staatsrats Johann Georg von Stengel (1721–1798) und der Maria Christine Edle von Hauer (1734–1796) aus der freiherrlichen Linie des Adelsgeschlechtes Stengel. Nach verschiedenen anderen Quellen soll Stephan von Stengel jedoch ein unehelicher Sohn des Kurfürsten Karl Theodor gewesen sein, mit welchem Maria Christine Edle von Hauer eine Liaison hatte, ein Kind von ihm erwartete und als bereits Schwangere Johann Georg von Stengel, einen engen Vertrauten des Kurfürsten, heiratete. Beide Abstammungsversionen werden von Historikern vertreten. Auf eine Abstammung Stengels von Kurfürst Karl-Theodor deutet hin, dass dieser ihn später in seine engste Umgebung zog und ihn auch auf private Reisen mitnahm, wie etwa zur Wallfahrt nach Rom (1783). Auch die bei der Freiherrnerhebung 1788 geschehene Wappenvermehrung mit den Rauten (Wecken) der Wittelsbacher, die ja Stephan von Stengel ab diesem Zeitpunkt führen durfte, könnte ein Indiz dafür sein.
Stengel studierte Rechts-, Staats- und Wirtschaftswissenschaften an der Universität in Heidelberg. Er machte sich früh mit dem Physiokratismus vertraut. In den Staatswissenschaften folgte er den Lehren der Philosophen Christian Wolff und Immanuel Kant. Die modernen Wirtschaftswissenschaften studierte er am Beispiel der Lehren des schottischen Nationalökonomen und Moralphilosophen Adam Smith. 1775 regte er die Gründung der Deutschen Gesellschaft an, um die Erkenntnisse in Kunst und Wissenschaft einer breiten Leserschaft zu vermitteln und die Schriftsprache zu verbessern. 1780 gehörte er in zu den Stiftern der später weltweit agierenden Meteorologischen Gesellschaft. Als Kurfürst Karl Theodor 1778 die Regierungsgeschäfte auch in Bayern übernahm und seinen Hof von Mannheim nach München verlegte, erhielt Stengel dort die Stelle des Geheimen Kabinettssekretärs, die er bis zum Tod des Kurfürsten innehatte. Der Herrscher verlieh ihm 1784 den Edelsitz Biederstein bei München, als Ritterlehen, wo er mit seiner Familie wohnte.
Im Jahr des Beginns der Französischen Revolution berief ihn Karl Theodor zum Leiter des Finanzdepartements mit weitreichenden Vollmachten zur Durchführung einer liberalen Wirtschaftspolitik. Stengel war ein Gegner des merkantilistischen Wirtschaftssystems. Er setzte in Bayern den für den Staatshaushalt unentbehrlichen Getreide-Freihandel durch. Als Direktor der Donaumoos-Kommission sorgte er für die Trockenlegung und Kultivierung des Donaumooses, eines 180 Quadratkilometer großen Sumpfes. Die Kapitalisierung des Bodens und die Beförderung der Kreditwirtschaft waren Ziele seiner Finanzpolitik. Seit 1793 leitete Stengel die langwierigen Steuerverhandlungen mit den Landständen, deren Aufhebung er anstrebte. Stengel war für die Gleichheit aller vor der Steuer; auch der Adel sollte Steuern zahlen. Er galt als Vertreter einer gemäßigten, katholisch orientierten Aufklärung und setzte sich unter Minister Maximilian von Montgelas aus Gewissensgründen für eine weniger radikale Vorgehensweise bei der Säkularisation der bayerischen Klöster ein.
Schließlich versetzte man ihn 1808 als Generalkommissar in die Landesdirektion des neu gegründeten Mainkreises zu Bamberg, wo er eine an rechtliche Grundsätze gebundene moderne Staatsverwaltung aufbaute. Seine Entfernung aus der Regierungszentrale in die Provinz deutet auf Differenzen mit Minister Montgelas und seinem Umfeld hin.
Stephan von Stengel hinterließ ein umfangreiches Werk von Feder- und Pinzelzeichnungen und Radierungen. Erstmals wurde sein gesamtes druckgraphisches Schaffen 2009 von den Reiss-Engelhorn-Museen in Mannheim im Museum Zeughaus C 5 gezeigt. Er war mit bedeutenden Künstlern seiner Zeit wie Ferdinand Kobell und Johann Georg von Dillis befreundet.
Seit 1784 war er ordentliches Mitglied der Bayerischen Akademie der Wissenschaften.
Stengel war verheiratet in 1. Ehe mit Marianne (v.) Blesen († 1802) und seit 1810 in 2. Ehe mit Juliane Marc, geborene Stieglitz (1765–1834). Zu seinen Kindern aus erster Ehe gehören der bayerische Ministerialrat Georg von Stengel (1775–1824), Carl Albert Leopold von Stengel (1784–1865, u. a. Regierungspräsident von Schwaben) und die Tochter Rosina (1786–1862), Mutter des bedeutenden Eichstätter Bischofs Franz Leopold von Leonrod (1827–1905).

## Sonstiges
Die Ortschaft Stengelheim, heute ein Ortsteil von Königsmoos, entstand bei der von Stephan von Stengel initiierten Trockenlegung des Donaumooses und wurde nach ihm benannt. 1897 wurde eine Straße in München am Nymphenburg/Biedersteiner Kanal nördlich seines ehemaligen Edelsitzes nach ihm benannt.